# Adolf Jäger (piłkarz)
Adolf Jäger (ur. 31 marca 1889 w Altonie, zm. 21 listopada 1944 w Hamburgu) – niemiecki piłkarz grający na pozycji napastnika, reprezentant kraju, olimpijczyk ze Sztokholmu 1912. Zawodnik Altonaer FC von 1893.

## Kariera piłkarska
Adolf Jäger karierę piłkarską rozpoczął w 1903 roku w juniorach Unionu Altona, w których grał do 1907 roku. Następnie przeszedł do Altonaer FC von 1893, w którym grał do 1927 roku, do zakończenia kariery piłkarskiej. Debiut w klubie zaliczył w Boże Narodzenie 1907 roku w meczu holenderskiemu Dordtsche Football Club. W klubem zdobył z klubem dwukrotnie Mistrzostwo Niemiec północnych (1909, 1914), dzięki czemu dwukrotnie grał w turnieju finałowym mistrzostw Niemiec, w których rozegrał 5 meczów oraz zdobył 3 gole, a w sezonie 1908/1909, dotarł do półfinału, w którym jego klub 16 maja 1909 roku na Union-Platz w Mariendorfie przegrał 7:0 z Viktorią Berlin.
W czasie I wojny światowej był podoficerem rezerwy, po czym w latach 20. otworzył sklep z cygarami, znajdujący się na rogu Schulterblatt i Hamburger Strasse (obecnie: Max-Brauer- Allee), a od 1921 roku prowadził go wraz z klubowym kolegą, a także prowadził firmę odzieżową dla mężczyzn Jäger & Koch niedaleko ratusza. W drugiej połowie lat 20. prowadził także agencję reklamową, której wspólnikiem był publicysta – John Jahr senior.
W 1927 roku za swoje zasługi został odznaczony Adlerplakette – najwyższym wówczas niemieckim odznaczeniem sportowym. Selekcjoner Die Mannschaft – Otto Nerz nazwał go jednym z największych geniuszy niemieckiego futbolu i twórcą nowoczesnej gry kombinacyjnej.

## Kariera reprezentacyjna
Adolf Jäger w latach 1908–1927 w Niemiec Północnych rozegrał 51 meczów, w których zdobył 35 goli, a także zdobył sześciokrotne mistrzostwo okręgu Hamburg-Altona (1909, 1910, 1911, 1912, 1917, 1925) oraz trzykrotnie Kronprinzenpokal/Bundespokal (1914, 1917, 1919).
Natomiast w reprezentacji Niemiec w latach 1908–1924 rozegrał 18 meczów (w tym 10 meczów jako kapitan), w których zdobył 11 goli, w tym 3 gole z rzutów karnych. Debiut zaliczył 7 czerwca 1908 roku w przegranym 2:3 meczu towarzyskim z reprezentacją Austrii, rozegranym na Cricketer-Platz Vorgartenstraße w Wiedniu, w którym w 28. minucie zdobył swojego pierwszego gola dla Die Mannschaft, przy stanie 1:2.
W 1912 roku wystąpił na igrzyskach olimpijskich 1912 w Sztokholmie, w których zagrał tylko w meczu pierwszej rundy, który drużyna Die Mannschaft przegrała 1:5 z reprezentacją Austrii rozegranym na Rasundzie w Solnie, a Jäger w 35. minucie zdobył gola, strzelając pierwszą bramkę meczu.
Ostatni mecz w Die Mannschaft rozegrał 14 grudnia 1924 roku na Stuttgarter Sport Club Platz w Stuttgarcie w zremisowanym 1:1 meczu towarzyskim z reprezentacją Szwajcarii. Był pierwszym zawodnikiem, który w Die Mannschaft rozegrał 10 meczów jako kapitan, ten rekord został pobity przez Ludwiga Leinbergera, który 1 stycznia 1933 roku meczu towarzyskiego z reprezentacją Włoch (1:3) na Stadio Littoriale w Bolonii rozegrał swój 11 mecz jako kapitan.

## Statystyki

### Reprezentacyjne
| Reprezentacja | Rok     | Mecze | Gole |
| ------------- | ------- | ----- | ---- |
| Niemcy        | 1908    | 1     | 1    |
| Niemcy        | 1909    | 1     | 0    |
| Niemcy        | 1910    | 0     | 0    |
| Niemcy        | 1911    | 1     | 0    |
| Niemcy        | 1912    | 4     | 5    |
| Niemcy        | 1913    | 3     | 1    |
| Niemcy        | 1914    | 1     | 1    |
| Niemcy        | 1920    | 3     | 2    |
| Niemcy        | 1921    | 1     | 0    |
| Niemcy        | 1922    | 2     | 1    |
| Niemcy        | 1923    | 0     | 0    |
| Niemcy        | 1924    | 1     | 0    |
| Łącznie       | Łącznie | 18    | 11   |

| Mecze i gole w reprezentacji | Mecze i gole w reprezentacji | Mecze i gole w reprezentacji | Mecze i gole w reprezentacji | Mecze i gole w reprezentacji | Mecze i gole w reprezentacji | Mecze i gole w reprezentacji | Mecze i gole w reprezentacji |
| Lp.                          | Data                         | Miasto                       | Przeciwnik                   | Wynik                        | Gole                         | Rozgrywki                    | Uwagi                        |
| ---------------------------- | ---------------------------- | ---------------------------- | ---------------------------- | ---------------------------- | ---------------------------- | ---------------------------- | ---------------------------- |
| 1.                           | 07.06.1908                   | Wiedeń                       | Austria                      | 2:3                          | Gol                          | Mecz towarzyski              |                              |
| 2.                           | 13.03.1909                   | Oxford                       | Anglia                       | 0:9                          |                              | Mecz towarzyski              |                              |
| 3.                           | 29.10.1911                   | Hamburg                      | Szwecja                      | 1:3                          |                              | Mecz towarzyski              |                              |
| 4.                           | 14.04.1912                   | Budapeszt                    | Węgry                        | 4:4                          | Gol                          | Mecz towarzyski              |                              |
| 5.                           | 29.06.1912                   | Solna                        | Austria                      | 1:5                          | Gol                          | Igrzyska olimpijskie 1912    |                              |
| 6.                           | 06.10.1912                   | Kopenhaga                    | Dania                        | 1:3                          | Gol                          | Mecz towarzyski              |                              |
| 7.                           | 17.11.1912                   | Lipsk                        | Holandia                     | 2:3                          | Gol · Gol                    | Mecz towarzyski              |                              |
| 8.                           | 21.03.1913                   | Mariendorf                   | Anglia                       | 0:3                          |                              | Mecz towarzyski              |                              |
| 9.                           | 26.10.1913                   | Hamburg                      | Dania                        | 1:4                          | Gol                          | Mecz towarzyski              |                              |
| 10.                          | 23.11.1913                   | Antwerpia                    | Belgia                       | 2:6                          |                              | Mecz towarzyski              |                              |
| 11.                          | 05.04.1914                   | Amsterdam                    | Holandia                     | 4:4                          | Gol                          | Mecz towarzyski              |                              |
| 12.                          | 27.06.1920                   | Zurych                       | Szwajcaria                   | 1:4                          | Gol                          | Mecz towarzyski              |                              |
| 13.                          | 26.09.1920                   | Wiedeń                       | Austria                      | 2:3                          |                              | Mecz towarzyski              |                              |
| 14.                          | 24.10.1920                   | Berlin                       | Węgry                        | 1:0                          | Gol                          | Mecz towarzyski              |                              |
| 15.                          | 05.06.1921                   | Budapeszt                    | Węgry                        | 0:3                          |                              | Mecz towarzyski              |                              |
| 16.                          | 23.04.1922                   | Wiedeń                       | Austria                      | 2:0                          | Gol                          | Mecz towarzyski              |                              |
| 17.                          | 02.07.1922                   | Bochum                       | Węgry                        | 0:0                          |                              | Mecz towarzyski              |                              |
| 18.                          | 14.12.1924                   | Stuttgart                    | Szwajcaria                   | 1:1                          |                              | Mecz towarzyski              |                              |

## Sukcesy

### Zawodnicze
Altonaer FC von 1893
- Mistrzostwo Niemiec północnych: 1909, 1914
- Półfinał mistrzostw Niemiec: 1909

Reprezentacja Niemiec Północnych
- Mistrzostwo okręgu Hamburg-Altona: 1909, 1910, 1911, 1912, 1917, 1925
- Kronprinzenpokal/Bundespokal: 1914, 1917, 1919

### Odznaczenia
- Adlerplakette: 1927

## Życie prywatne
Adolf Jäger miał żonę i syna, z którymi pod koniec życia mieszkał w jednym z budynków zaprojektowanych przez architekta – Gustava Oelsnera, koło lunaparku w północnej części Altony. Zginął 21 listopada 1944 roku w Hamburgu podczas zrzucania amunicji na brzegach Łaby. Został pochowany na cmentarzu Altona koło parku publicznego w Hamburgu.

## Upamiętnienie
Adolf Jäger w 1999 roku został umieszczony w dzienniku pt. Die Tageszeitung w 11 Stulecia niemieckiej piłki nożnej. W 1944 roku stadion Altonaer FC von 1893 został nazwany jego imieniem – Adolf-Jäger-Kampfbahn, znajdujący się w dzielnicy Hamburga w okręgu administracyjnym Altona – Ottensen na Griegstrasse.

## Ciekawostki
Mówiono o Jägerze pod koniec jego kariery w 1927 roku, jakoby zdobył ponad 2000 goli w ponad 700 meczach klubowych (w tym meczach towarzyskich), jednak brakuje wiarygodnych statystyk na potwierdzenie tych informacji.
Słynny selekcjoner reprezentacji RFN – Sepp Herberger mówił o Jägerze: „To najlepszy piłkarz, jakiego kiedykolwiek mieliśmy. Był strategiem.”.